# بریستول نوع ۱۴۸
بریستول نوع ۱۴۸ (به انگلیسی: Bristol Type 148) یک هواگرد ساختِ کارخانهٔ بریستول ایروپلین در کشور بریتانیا است . این هواگرد برای نخستین بار در ۱۵ اکتبر ۱۹۳۷ میلادی مورد استفاده قرار گرفت.